# Mistrovství světa v orientačním běhu 2024
40. Mistrovství světa v orientačním běhu, oficiálně Sprint World Orienteering Championships 2024, se konalo ve dnech 12.–16. července 2024 v Edinburghu, hlavním městě Skotska. Pořadatelem byla Mezinárodní federace orientačního běhu (IOF) společně s britskou federací orientačního běhu. Mistrovství bylo specificky zaměřeno na sprintové disciplíny: sprint, knock-out sprint a sprintové štafety. Tato akce se měla původně uskutečnit již v roce 2022, ale byla odložena v důsledku pandemie covidu-19. Přesun byl způsoben také tím, že v roce 2022 se v Dánsku konalo již jednou odložené sprintové mistrovství světa z roku 2020. Mistrovství světa v Edinburghu se zúčastnilo celkem 254 závodníků ze 45 zemí, kteří soutěžili o 27 medailí ve třech soutěžních disciplínách. Tratě závodů byly situovány převážně v městském prostředí Edinburghu a kladly důraz na technickou náročnost a fyzickou připravenost závodníků. Mistrovství se stalo významnou událostí v mezinárodním kalendáři orientačního běhu a přilákalo mnoho diváků i médií.

## Program závodů
Program závodů byl zveřejněn v Buletinu 1.
| Edinburgh Centrum Světa 2024 - SKOTSKO | Den    | Závod                                 | Centrum závodu |
| -------------------------------------- | ------ | ------------------------------------- | -------------- |
| Edinburgh Centrum Světa 2024 - SKOTSKO | 12. 7. | kvalifikace a finále Sprint           | Edinburgh      |
| Edinburgh Centrum Světa 2024 - SKOTSKO | 13. 7. | volný den                             |                |
| Edinburgh Centrum Světa 2024 - SKOTSKO | 14. 7. | Sprintové štafety                     | Edinburgh      |
| Edinburgh Centrum Světa 2024 - SKOTSKO | 15. 7. | volný den                             |                |
| Edinburgh Centrum Světa 2024 - SKOTSKO | 16. 7. | kvalifikace a finále Knock-out sprint | Edinburgh      |

## Účastníci
Mistrovství se zúčastnili sportovci ze 45 členských výprav Mezinárodní federace orientačního běhu, kteří se utkali o 3 medailové sady a celkem 27 medailí. Z celkem 254 závodníků bylo 134 mužů a 120 žen.
- Austrálie (5+5)
- Rakousko (3+3)
- Belgie (3+3)
- Brazílie (4+4)
- Bulharsko (4+3)
- Kanada (3+2)
- Čína (4+4)
- Kolumbie (3+3)
- Chorvatsko (1+0)
- Česko (4+4)
- Dánsko (4+4)
- Ekvádor (1+0)
- Egypt (1+0)
- Estonsko (2+2)
- Finsko (4+3)
- Francie (3+3)
- Německo (4+4)
- Spojené království (5+5)
- Hongkong (3+3)
- Maďarsko (3+3)
- Irsko (5+4)
- Izrael (2+0)
- Itálie (3+3)
- Japonsko (4+5)
- Kazachstán (1+0)
- Jižní Korea (3+3)
- Lotyšsko (3+3)
- Litva (3+3)
- Moldavsko (1+0)
- Nizozemsko (2+2)
- Nový Zéland (4+4)
- Severní Makedonie (1+0)
- Norsko (5+4)
- Paraguay (1+0)
- Polsko (3+2)
- Portugalsko (3+2)
- Srbsko (1+1)
- Slovensko (1+1)
- Jižní Afrika (1+1)
- Španělsko (3+3)
- Švédsko (5+6)
- Švýcarsko (6+4)
- Turecko (3+3)
- Ukrajina (3+3)
- Spojené státy americké (4+4)

## Medailové pořadí podle zemí
Pořadí zúčastněných zemí podle získaných medailí v jednotlivých závodech mistrovství (tzv. olympijské hodnocení).
| Medailové pořadí podle zemí | Medailové pořadí podle zemí | Medailové pořadí podle zemí | Medailové pořadí podle zemí | Medailové pořadí podle zemí | Medailové pořadí podle zemí |
| Pořadí                      | Stát                        | Zlatá medaile               | Stříbrná medaile            | Bronzová medaile            | Celkem                      |
| --------------------------- | --------------------------- | --------------------------- | --------------------------- | --------------------------- | --------------------------- |
| 1                           | Švédsko                     | 3                           | 1                           | 2                           | 6                           |
| 2                           | Švýcarsko                   | 2                           | 2                           | 2                           | 6                           |
| 3                           | Finsko                      | 0                           | 1                           | 0                           | 1                           |
| 4                           | Norsko                      | 0                           | 1                           | 1                           | 2                           |

## Závod ve sprintu (Sprint)
| Zkrácené výsledky | Zkrácené výsledky | Zkrácené výsledky | Zkrácené výsledky | Zkrácené výsledky | Zkrácené výsledky | Zkrácené výsledky | Zkrácené výsledky |
| Muži | Muži | Muži | Muži | Ženy | Ženy | Ženy | Ženy |
| --- | --- | --- | --- | --- | --- | --- | --- |
| - Parametry trati: 4,4 km, 22 kontrol, ? m převýšení - Mapa: Edinburgh 1:4 000 E = 2,5 m - Stavitel tratí: Frank Townley - 45 závodníků | - Parametry trati: 4,4 km, 22 kontrol, ? m převýšení - Mapa: Edinburgh 1:4 000 E = 2,5 m - Stavitel tratí: Frank Townley - 45 závodníků | - Parametry trati: 4,4 km, 22 kontrol, ? m převýšení - Mapa: Edinburgh 1:4 000 E = 2,5 m - Stavitel tratí: Frank Townley - 45 závodníků | - Parametry trati: 4,4 km, 22 kontrol, ? m převýšení - Mapa: Edinburgh 1:4 000 E = 2,5 m - Stavitel tratí: Frank Townley - 45 závodníků | - Parametry trati: 3,8 km, 18 kontrol, ? m převýšení - Mapa: Edinburgh 1:4 000 E = 2,5 m - Stavitel tratí: Frank Townley - 45 závodnic | - Parametry trati: 3,8 km, 18 kontrol, ? m převýšení - Mapa: Edinburgh 1:4 000 E = 2,5 m - Stavitel tratí: Frank Townley - 45 závodnic | - Parametry trati: 3,8 km, 18 kontrol, ? m převýšení - Mapa: Edinburgh 1:4 000 E = 2,5 m - Stavitel tratí: Frank Townley - 45 závodnic | - Parametry trati: 3,8 km, 18 kontrol, ? m převýšení - Mapa: Edinburgh 1:4 000 E = 2,5 m - Stavitel tratí: Frank Townley - 45 závodnic |
| Umístění | Jméno | Čas | Ztráta | Umístění | Jméno | Čas | Ztráta |
| Zlatá medaile | Martin Regborn | 15:58 | | Zlatá medaile | Tove Alexandersson | 16:14 | |
| Stříbrná medaile | Tino Polsini | 16:21 | +0:23 | Stříbrná medaile | Simona Aebersold | 16:29 | +0:15 |
| Bronzová medaile | Emil Svensk | 16:25 | +0:27 | Bronzová medaile | Natalia Gemperle | 16:33 | +0:19 |
| 4 | Gustav Bergman | 16:27 | +0:29 | 4 | Aleksandra Hornik | 16:38 | +0:24 |
| 5 | Francesco Mariani | 16:40 | +0:42 | 5 | Malin Agervig Kristiansson | 16:56 | +0:42 |
| 6 | Tim Robertson | 16:41 | +0:43 | 6 | Grace Molloy | 17:00 | +0:46 |
| Kompletní výsledky na IOF Eventor | | | | | | | |

## Závod sprintových štafet (Sprint Relay)
| - Parametry trati žen: 3,8 km, 35 m převýšení - Parametry trati mužů: 4,3 km, 35 m převýšení - Mapa: Riccarton 1:4 000, E = 2 m - Stavitel tratí: Graeme Ackland - 34 štafet |                                                                                                  |         |        |
| Umístění | Jména                                                                                            | Čas     | Ztráta |
| Zlatá medaile | Švýcarsko Natalia Gemperle Riccardo Rancan Joey Hadorn Simona Aebersold                          | 58:43   |        |
| Stříbrná medaile | Finsko Maija Sianoja Miika Kirmula Tuomas Heikkila Venla Harju                                   | 59:22   | +0:39  |
| Bronzová medaile | Norsko Victoria Hæstad Bjørnstad Eirik Langedal Breivik Kasper Harlem Fosser Andrine Benjaminsen | 59:46   | +1:03  |
| 4 | Česko Barbora Matějková Jakub Glonek Tomáš Křivda Tereza Janošíková                              | 1:00:10 | +1:27  |
| 5 | Francie Isia Basset Adrien Delenne Loic Capbern Cecile Calandry                                  | 1:00:11 | +1:28  |
| 6 | Maďarsko Viktoria Mag Zoltan Bujdoso Ferenc Jonas Rita Maramarosi                                | 1:00:13 | +1:30  |
| Kompletní výsledky na IOF Eventor |                                                                                                  |         |        |

## Závod v knock-out sprintu
| Zkrácené výsledky finále | Zkrácené výsledky finále | Zkrácené výsledky finále | Zkrácené výsledky finále | Zkrácené výsledky finále | Zkrácené výsledky finále | Zkrácené výsledky finále | Zkrácené výsledky finále |
| Muži | Muži | Muži | Muži | Ženy | Ženy | Ženy | Ženy |
| --- | --- | --- | --- | --- | --- | --- | --- |
| - Parametry trati: 2,1 km, 9 kontrol, 35 m převýšení - Mapa: Edinburgh 1:4 000 E = 2,5 m - Stavitel tratí: Jon Cross - 108 závodníků | - Parametry trati: 2,1 km, 9 kontrol, 35 m převýšení - Mapa: Edinburgh 1:4 000 E = 2,5 m - Stavitel tratí: Jon Cross - 108 závodníků | - Parametry trati: 2,1 km, 9 kontrol, 35 m převýšení - Mapa: Edinburgh 1:4 000 E = 2,5 m - Stavitel tratí: Jon Cross - 108 závodníků | - Parametry trati: 2,1 km, 9 kontrol, 35 m převýšení - Mapa: Edinburgh 1:4 000 E = 2,5 m - Stavitel tratí: Jon Cross - 108 závodníků | - Parametry trati: 2,1 km, 9 kontrol, 35 m převýšení - Mapa: Edinburgh 1:4 000 E = 2,5 m - Stavitel tratí: Jon Cross - 99 závodnic | - Parametry trati: 2,1 km, 9 kontrol, 35 m převýšení - Mapa: Edinburgh 1:4 000 E = 2,5 m - Stavitel tratí: Jon Cross - 99 závodnic | - Parametry trati: 2,1 km, 9 kontrol, 35 m převýšení - Mapa: Edinburgh 1:4 000 E = 2,5 m - Stavitel tratí: Jon Cross - 99 závodnic | - Parametry trati: 2,1 km, 9 kontrol, 35 m převýšení - Mapa: Edinburgh 1:4 000 E = 2,5 m - Stavitel tratí: Jon Cross - 99 závodnic |
| Umístění | Jméno | Čas | Ztráta | Umístění | Jméno | Čas | Ztráta |
| Zlatá medaile | Riccardo Rancan | 7:35.60 | | Zlatá medaile | Tove Alexandersson | 9:05.69 | |
| Stříbrná medaile | Jorgen Baklid | 7:36.70 | +0:01.10 | Stříbrná medaile | Karolin Ohlsson | 9:10.40 | +0:04.70 |
| Bronzová medaile | Jonatan Gustafsson | 7:37.50 | +0:01.90 | Bronzová medaile | Simona Aebersold | 9:11.00 | +0:05.30 |
| 4 | Joey Hadorn | 7:37.70 | +0:02.10 | 4 | Cecile Calandry | 9:12.79 | +0:07.10 |
| 5 | Martin Regborn | 7:38.79 | +0:03.20 | 5 | Megan Carter Davies | 9:21.00 | +0:15.30 |
| 6 | Alvaro Casado | 7:44.70 | +0:09.10 | 6 | Venla Harju | 9:27.79 | +0:22.10 |
| Kompletní výsledky na IOF Eventor | | | | | | | |

## Česká seniorská reprezentace na MS 2024
Nominační závody české reprezentace se konaly 29. května – 2. června 2024 na závodech (WRE Itálie Barricata, WRE Itálie Asiago).
| Muži                       | Muži                       | Muži                       | Muži                       | Ženy                        | Ženy                        | Ženy                        | Ženy                        |
| -------------------------- | -------------------------- | -------------------------- | -------------------------- | --------------------------- | --------------------------- | --------------------------- | --------------------------- |
| - Umístění českých seniorů | - Umístění českých seniorů | - Umístění českých seniorů | - Umístění českých seniorů | - Umístění českých seniorek | - Umístění českých seniorek | - Umístění českých seniorek | - Umístění českých seniorek |
| Jméno                      | Sprint                     | Knock-Out Sprint           | Sprintové štafety          | Jméno                       | Sprint                      | Knock-Out Sprint            | Sprintové štafety           |
| Tomáš Křivda               | 24. místo                  | SF1                        | 4. místo                   | Tereza Janošíková           | 25. místo                   | SF1                         | 4. místo                    |
| Martin Roudný              | 25. místo                  | x                          | x                          | Jana Peterová               | Q                           | Q                           | x                           |
| Jakub Glonek               | diskvalifikován            | SF2                        | 4. místo                   | Barbora Matějková           | Q                           | Q                           | 4. místo                    |
| Jonas Hubáček              | x                          | SF3                        | x                          |                             |                             |                             |                             |

- Poznámka: „x“ označuje, že závodník se dané disciplíny nezúčastnil, „Q“ znamená nepostoupil(a) z kvalifikace a „SF“ označuje účast v semifinále (s číslem semifinále).